# Анри, Поль (футболист)
Поль Анри (фр. Paul Henry; 6 сентября 1912, Намюр — 6 октября 1989, Намюр) — бельгийский футболист, играл на позиции полузащитника. Участник чемпионата мира 1938 года.

## Биография

### Клубная карьера
В течение четырёх сезонов играл за «Намюр». В 1935 году перешёл в «Даринг» из Брюсселя, в составе которого выиграл два чемпионских титула в 1936 и 1937 годах. Завершил карьеру игрока в 1942 году.

### Карьера в сборной
Дебютировал за сборную Бельгии 29 марта 1936 года в матче со сборной Нидерландов — Бельгия проиграла ту встречу со счётом 0:8. Входил в состав сборной Бельгии на чемпионате мира 1938 года, но на поле не выходил. Всего за сборную Бельгии сыграл 9 матчей.

### Смерть
Скончался 6 октября 1989 года в возрасте 77 лет.

## Достижения
«Даринг» (Моленбек)
- Чемпион Бельгии (2): 1935/36, 1936/37